# Guarda Civil do Distrito Federal
A Guarda Civil do Distrito Federal foi uma antiga corporação de policiais uniformizados da Polícia Civil do Distrito Federal (esta, antecessora da Polícia Civil do Estado do Rio de Janeiro), quando a capital da República se situava na cidade do Rio de Janeiro.

## Histórico

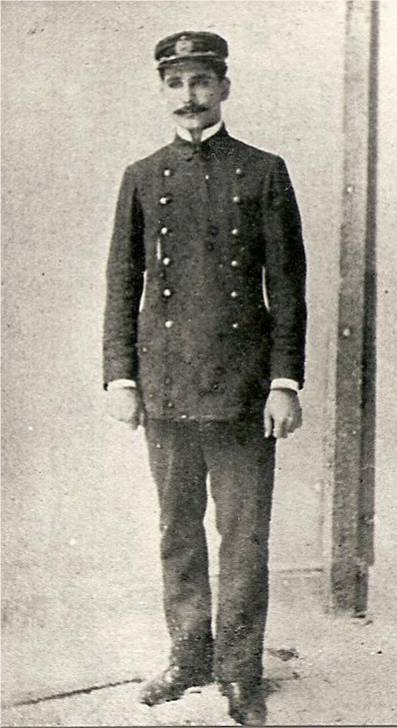
Guarda Civil - 1910

Criada em 24 de fevereiro de 1904, durante o governo do Presidente Rodrigues Alves, por proposta de Antonio Augusto Cardoso de Castro, Chefe de Polícia do Distrito Federal e, posteriormente Ministro do Supremo Tribunal Federal, considerando a criação de um corpo de guardas municipais por Diogo Antônio Feijó, em 10 de outubro de 1831, na cidade do Rio de Janeiro, apesar de aquela instituição ser militarizada e servir de parâmetro para a criação de diversas Polícias Militares no país. Foi contemporânea à existência da antiga capital da República, no Rio de Janeiro.
Nasceu sob inspiração do trabalho de juristas brasileiros como Alfredo Pinto, Leoni Ramos, Geminiano da Franca e outros que procuraram moldar a polícia da capital federal aos padrões europeus, introduzindo no policiamento um servidor civil que "respeitasse a população e estivesse inteiramente dedicado ao seu serviço e proteção". Contribuiu para a ideia, a experiência da Guarda Urbana, em funcionamento nos últimos trinta anos do Império, a qual havia sido desmobilizada por não estar provendo segurança à população, tendo suas funções, à época, sido assumidas pelo Corpo Militar de Polícia da Corte.
Inicialmente, com o efetivo de 256 guardas destinados ao policiamento e vigilância da cidade, teve esse número progressivamente aumentado após a reforma policial de 1907, chegando a contar com 1.300 mil integrantes, nomeados pelo Chefe de Polícia, dentre brasileiros, com idade entre 21 e 40 anos, alfabetizados, de reconhecida moralidade e comportamento, com robustez física e pelo menos, 1,65m de altura.
A Guarda Civil do Distrito Federal tinha a direção sediada no Centro, na Praça Tiradentes e aquartelamentos na Rua Tonelero, em Copacabana, na Rua Célio Nascimento, em Benfica, e grupamentos de policiamento ostensivo (GPO) distribuídos por toda a cidade, em geral nos distritos policiais, além de um efetivo no Palácio do Catete, então sede da presidência da República.
Exerceu as suas atividades nas modalidades de policiamento a pé, a cavalo, motorizado e de trânsito. Antes da inauguração do serviço de rádio-patrulha pela Polícia Especial operava o Socorro Urgente, serviço de emergência policial sem o apoio das rádio-comunicações.
Com a mudança da capital para Brasília, em 21 de abril de 1960, a corporação passou a denominar-se Guarda Civil do Estado da Guanabara.

## Guarda Civil do Estado da Guanabara
Como Guarda Civil da Guanabara, com o número de 4.000 policiais, executava o policiamento de toda a área urbana do estado da Guanabara e o serviço de rádio patrulha, que lhe foi transferido da Polícia Especial, extinta em 1960.

### Organograma
|                                      |                                   | Diretor                    |                                     |                             |
| ------------------------------------ | --------------------------------- | -------------------------- | ----------------------------------- | --------------------------- |
|                                      | Assistência                       |                            | Secretaria                          |                             |
|                                      |                                   | Subdiretor                 |                                     |                             |
| Serviço de Guardas de Rádio Patrulha | Serviço de Guardas de Trânsito    | Serviço de Choque          | Serviço de Policiamento de Estádios | Grupamento de Motociclistas |
|                                      |                                   | 18 Distritos de Vigilância |                                     |                             |
|                                      | Banda da Cidade do Rio de Janeiro |                            | Serviço de Administração            |                             |
|                                      |                                   |                            |                                     |                             |

### Hierarquia
| Inspetor de Vigilância |
| Fiscal de Vigilância   |
| Guarda                 |
| ---------------------- |

## A extinção

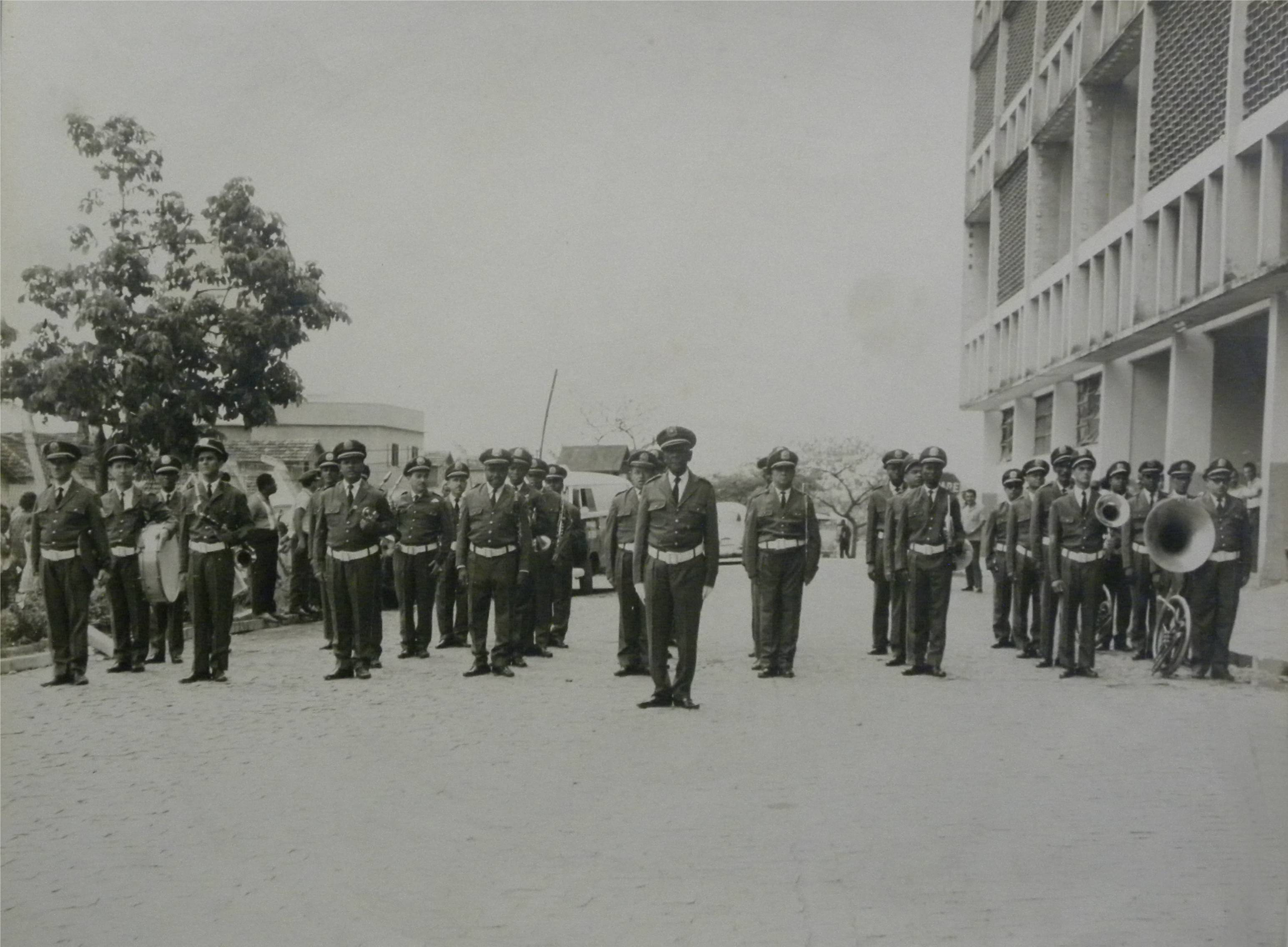
Banda da Guarda Civil do Rio de Janeiro

Em 1969, por força da legislação (Decreto-Lei nº 1.072, de 30 de dezembro de 1969) da ditadura militar iniciada em 1964, as guardas civis existentes no Brasil foram extintas e as suas atribuições transferidas para as polícias militares. 
No Rio de Janeiro, os servidores da sua antiga guarda civil, tiveram os cargos transformados no novo cargo de Agente de Polícia Judiciária (APJ), da própria Polícia Civil.